# Port lotniczy Nauru
Port lotniczy Nauru – jedyny port lotniczy Nauru, zlokalizowany w okręgu Yaren. Oferuje połączenia do Brisbane, Koror, Majuro, Nadi, Pohnpei i Tarawy.

## Linie lotnicze i połączenia
| Linia lotnicza | Kierunek                                                    |
| -------------- | ----------------------------------------------------------- |
| Nauru Airlines | 1. Brisbane 2. Koror 3. Majuro 4. Nadi 5. Pohnpei 6. Tarawa |